# Калуса
Калуса (на английски: Calusa) е едно от големите индиански племена, които населяват Флорида по време на испанската колонизация. Тяхната традиционна територия се простира по югозападното крайбрежие на полуостров Флорида, от Сармота Бей до Кий Марко и във вътрешността по поречията на реките Миака, Пийс и Калусахачи. Племето изчезва през 18 век като вероятно се оттеглят заедно с испанците в Куба. Някои може и да са останали, но впоследствие са погълнати от семинолите.

## Население
Калуса са едно от мощните племена във Флорида. В испански доклад от 1697 г. се споменава, че главното им село има около 1000 жители. През 1560те, според данни на Ернандо де Ескаланте Фонтанеда, който по това време е техен пленник, калуса е голямо Вождество с около 50 големи села. През 1612 г. в испанско писмо се казва, че върховният вожд на калуса заповядва на около 60 села. По това време се предполага, че племето наброява 10 000 души, но ако се вземе под внимание броя на селата, вероятно са няколко пъти повече.

## Език
Не е известно нищо за езика им. От него са запазени около 50 – 60 думи, които са недостатъчни за неговата класификация от учените. Според Фонтанеда говорят 4 езика, различни от езиците на аис и хеага.

## Име
Не е известно какво означава и откъде идва името калуса. В ранните испански документи са посочени племето, главният им град и върховният вожд с имената Калос, Калуш и Карлос. Фонтанеда споделя, че калуса означава свирепи хора на техния език. Англоамериканците започват да използват термина калуса за тези хора от началото на 19 век като той се основава на името използвано от семинолите и микасуките за хората живеещи по река Калусахачи.

## Култура
Хората калуса са основно ловци-събирачи и риболовци. Основни храни са рибата, птици, костенурки, морски дарове и дребни животни. Докато по крайбрежието рибата съставя по – голямата част от диетата, то във вътрешността става точно обратното, дивечът е по-важен от рибата. Не се занимават със земеделие, но събират някои диви растения, ядки и плодове. Основен тип жилища са големи комунални дървени къщи, покрити с палмови листа. Домовете са изграждани на изкуствени могили около голям площад използван за различни социални и религиозни церемонии. Жилището на главния вожд, което побира до 2000 души е доста по-голямо от останалите и е използвано също и като дом на Съвета. Обществото им е разделено на класи - аристокрация и обикновени хора. Аристокрацията или висшата класа е формирана от вождовете, шаманите, военните водачи и техните семейства. Позициите им са наследствени и се предават в рамките на клана. За положението на даден човек става ясно от облеклото му. Като цяло обаче хората носят малко дрехи, заради топлия климат. Мъжете обикновено носят препаска, а жените къси поли. Боядисването на телата е широко разпространено, но не е известно дали използват и татуировки. Съпругата на главния вожд носи различни накити от перли, мъниста и злато. Наследникът също използва подобни украшения, за да покаже своя знатен произход. Обикновените хора, които са болшинството от племето, работят както за себе си така и за своите водачи като се грижат за прехраната им и им вършат различни услуги.

## История

### Праистория
Палеоиндианците навлизат във Флорида преди около 12 000 години. Около 5000 г. пр.н.ера хората се събират в малки селца във влажните зони на полуострова. От около 2000 г. пр.н.ера започва и производството на проста керамика. Оцветената керамика характерна за Културата Глейдс се появява в района от 500 г. пр.н.ера. Керамични съдове различни от тези на Глейдс започват да се произвеждат от 500 г. С нея започва развитието на Културата Калусахачи, която продължава до около 1750 г. и включва историческите хора калуса. По време на контакта с европейците, регионът обхващащ Културата Калусахачи съответства с територията на Вождеството калуса. Историческите калуса са потомци на хората, които живеят в югозападна Флорида най-малко от 1000 години преди идването на белите.

### Контакт с европейците
Калуса срещат първите европейци през 1513 г., когато Хуан Понсе де Леон акостира с кораба си в устието на Калусахачи. Калуса знаят за испанците от преди това, главно от бежанци от Куба. Калуса посрещат де Леон враждебно и той е принуден да се върне в Пуерто Рико. Де Леон идва отново през 1521 г. с намерението да основе колония. Калуса пак успяват да прогонят испанците и раняват смъртоносно де Леон. Експедициите на Панфило де Нарваес и на Ернандо де Сото минават далеч на север от земите им. През 1549 г. идват доминикански мисионери, но заради враждебността на калуса се оттеглят. През 1566 г. Педро Менендес де Авилес, основателят на Сан Августин успява да сключи мир с племето и оставя малък гарнизон в главното им село. През 1569 г.обаче между войниците и индианците избухва свада, в която испанците убиват няколко важни мъже на племето, включително и върховния вожд. След този инцидент, за повече от 100 години племето почти няма контакт с белите, с изключение на няколко нападения от страна на испанците. През 1697 г. францискански мисионери успяват да отворят мисия при тях, но са принудени да я изоставят след няколко месеца. След 1702 г., английски и индиански нападения от север, както и преминалите през района няколко епидемии, принуждават калуса да се оттеглят на юг и на изток. През 1711 г. се съобщава, че някои от тях заминават за Куба. През 1743 г. испанците основават мисия в залива Бискейн, която да служи на оцелелите от няколко племена, включително и калуса. След 1763 г., когато Флорида е предадена на англичаните, испанците евакуират и последните останали от племената на южна Флорида. Някои калуса може би остават в района, но впоследствие са погълнати от семинолите и микосуките.